# Hadash
Hadash (חד"ש) är ett vänstersocialistiskt parti i det israeliska parlamentet Knesset. 
Förkortningen Hadash står för Hachazit Hademokratit leshalom uleshivyon (החזית הדמוקרטית לשלום ולשוויון) - eller Demokratiska Fred- och Rättvisefronten på svenska.
Hadash är en sammanslutning av det israeliska kommunistpartiet Maki ( f d Rakah) och andra vänstergrupper.
I de allmänna valen hade Hadash valsamverkan med det arabiska nationalispartiet Ta'al och erövrade tre av 120 platser i Knesset. 
Hadash betraktas i Israel som ett vänsterextremt arabiskt parti.
Majoriteten av partiets väljar- och medlemsbas utgörs av palestinier men en inte obetydlig minoritet är även judar. Ett exempel är Hadashs mångårige partiledare Meir Vilner.
Partiet kräver ett totalt tillbakadragande av alla judiska bosättningar från Västbanken och Gazaremsan och upprättande av en palestinsk stat i dessa områden.
Partiet förespråkar även starkare fackliga rättigheter och en utbyggd social sektor.
Hadash definierar sig självt som antisionistiskt och kräver att Israel skall omvandlas från en judisk till en sekulär, mångkulturell stat (מדינה דו-לאומית).